# Fuentebureba
Fuentebureba es una localidad y un municipiosituados en la provincia de Burgos, comunidad autónoma de Castilla y León (España), comarca de La Bureba, partido judicial de Briviesca, ayuntamiento del mismo nombre.
Tiene un área de 9,09 km² con una población de 45 habitantes (INE 2019) y una densidad de 4,95 hab/km².

## Geografía
Integrado en la comarca de La Bureba, situándose a 52 kilómetros de la capital provincial. El término municipal está atravesado por la carretera N-1 entre el pK 290 y 292. 
El relieve del municipio es predominantemente llano por donde discurren algunos pequeños ríos (Matapán y Grillera). El pueblo se alza a 681 metros sobre el nivel del mar. 
| Noroeste: Busto de Bureba | Norte: Busto de Bureba | Noreste: Cubo de Bureba          |
| Oeste: Berzosa de Bureba  |                        | Este: Cubo de Bureba             |
| Suroeste: Grisaleña       | Sur: Zuñeda            | Sureste: Zuñeda y Cubo de Bureba |

### Núcleos de población
La localidad de Fuentebureba es la capital del municipio, que cuenta además con la localidad de Calzada de Bureba y su barrio de la Estación.

## Demografía
Fuentebureba cuenta con una población de 56 habitantes (INE 2024).

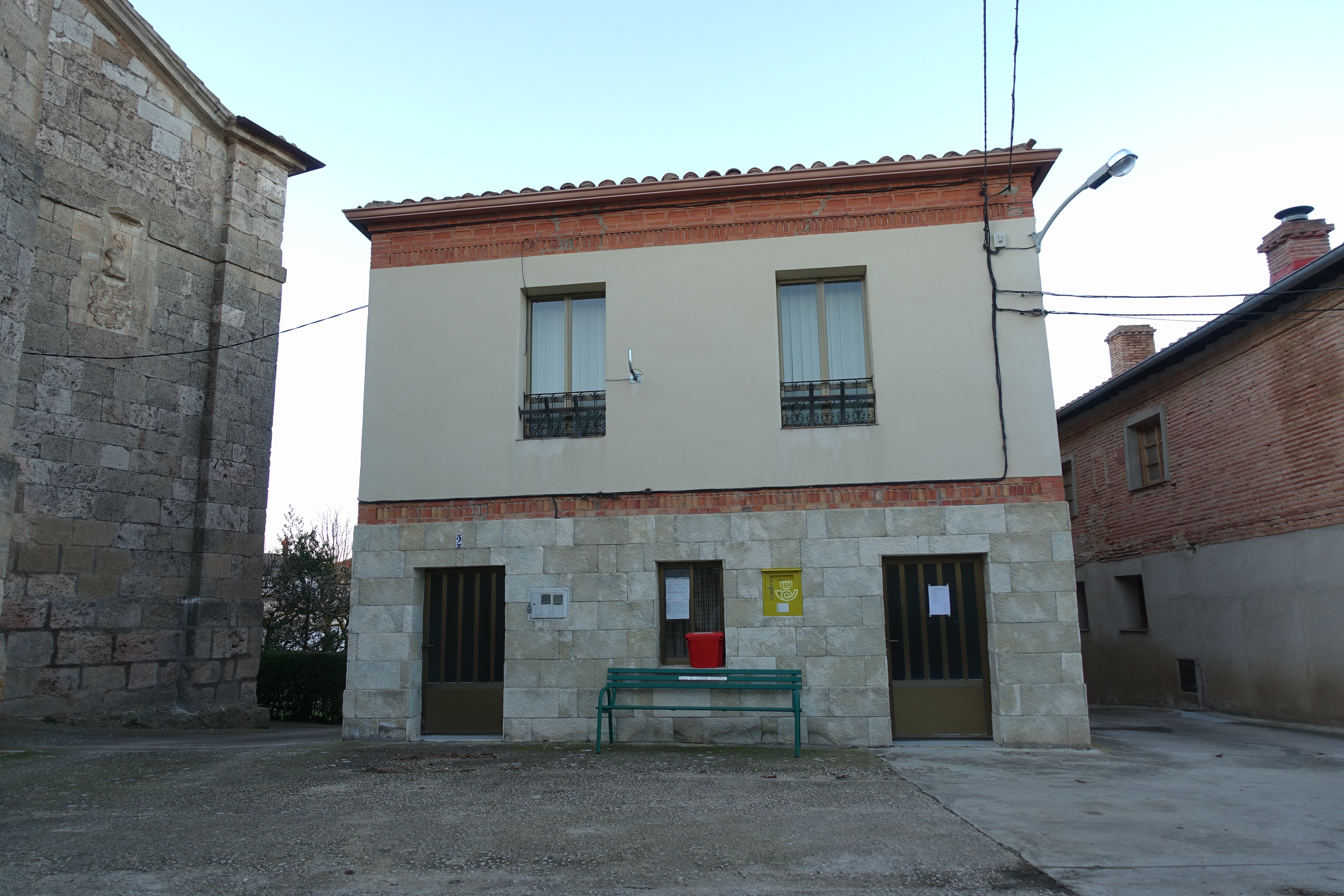
Casa consistorial

| Gráfica de evolución demográfica de Fuentebureba entre 1842 y 2021 |
| |
| Población de derecho según los censos de población del INE. Población de hecho según los censos de población del INE.En estos censos se denominaba Fuente Bureba: 1842, 1857 y 1860. Entre el censo de 1857 y el anterior, crece el término del municipio porque incorpora a Calzada de Bureba. |

| 1991 |  | 1996 |  | 2001 |  | 2004 |  | 2008 |  | 2019 |
| ---- |  | ---- |  | ---- |  | ---- |  | ---- |  | ---- |
| 102  |  | 90   |  | 71   |  | 71   |  | 53   |  | 45   |

## Historia
Villa, en la Cuadrilla de Santa María de Ribarredonda, una de las siete en que se dividía la Merindad de Bureba perteneciente al partido de Bureba. jurisdicción de realengo con regidor pedáneo.
A la caída del Antiguo Régimen queda constituida como ayuntamiento constitucional del mismo nombre en el partido Briviesca, región de Castilla la Vieja, contaba entonces con 147 habitantes.

### Descripción en el Diccionario Madoz
Así se describe a Fuentebureba en el tomo VIII del Diccionario geográfico-estadístico-histórico de España y sus posesiones de Ultramar, obra impulsada por Pascual Madoz a mediados del siglo XIX:

FUENTE BUREBA: villa con ayuntamiento en la provincia, diócesis, audiencia territorial y capitanía general de Burgos (9 leguas), partido judicial de Briviesca (2 ½); Situada en un plano inclinado donde le combaten los vientos del NNO y SO; el clima es sano y las enfermedades más comunes tercianas y pulmonías. Tiene 46 casas entre ellas la consistorial, escuela de primeras letras para niños de ambos sexos, dotada con 19 fanegas de trigo; iglesia parroquial (San Miguel) servida por un cura párroco; y 4 fuentes en el término de muy buenas aguas. Confina N Cascajares; E Cubo; S Zuñeda, y O Calzada y Busto. El terreno es de buena calidad y muy feraz en su mayor parte, bañándolo el río Oroncillo de escaso caudal. Caminos: la carretera de Madrid a Francia, y los que conducen a los pueblos inmediatos, que son muy cómodos para caballerías y carros; la correspondencia la reciben en la villa de Cubo los mismos interesados. Producción: trigo, cebada, centeno, yeros, habas y alubias; ganado caballar y lanar. Industria: la agrícola y un molino harinero que solo trabaja 4 meses al año. Población: 40 vecinos, 147 almas. Capital productivo: 712.510 reales. Imponible: 61.423. Contribución: 3.970 reales 13 maravedíes. El presupuesto municipal asciende a 2.000 reales, que se cubren por reparto vecinal.
Diccionario geográfico-estadístico-histórico de España y sus posesiones de Ultramar

## Parroquia
Iglesia católica de San Miguel Arcángel, perteneciente al arciprestazgo de Oca-Tirón, diócesis de Burgos